# Voggendorf (Niedermurach)

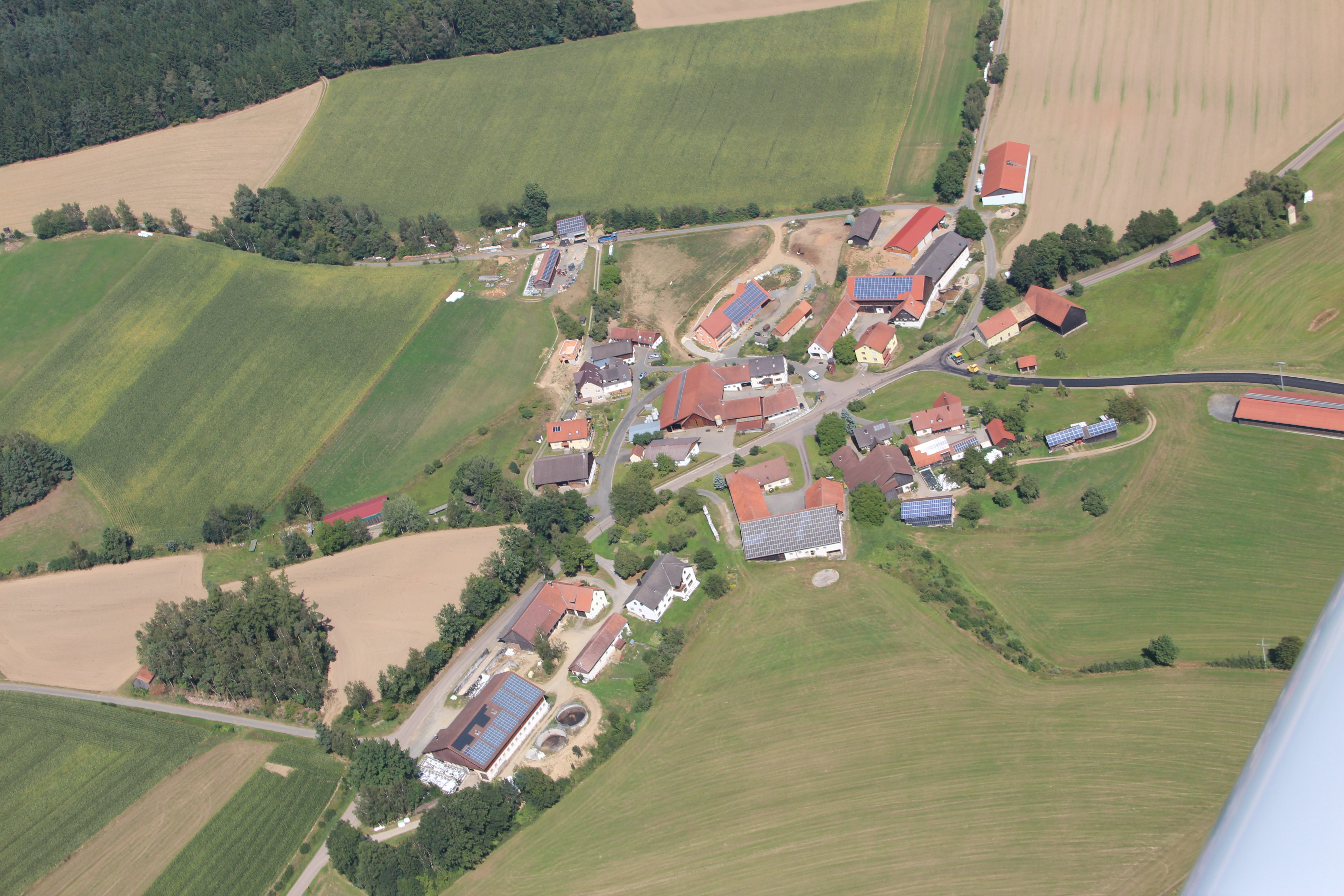
Voggendorf (2012)

Voggendorf ist ein Ortsteil der Gemeinde Niedermurach im Oberpfälzer Landkreis Schwandorf in Bayern.

## Geographische Lage
Voggendorf liegt ungefähr einen Kilometer westlich der Ostmarkstraße und zwei Kilometer südwestlich von Teunz
zwischen dem 563 m hohen Hennenbühl und dem 529 m hohen Luderbühl.

## Geschichte
Voggendorf wurde in den Musterungsprotokollen von 1587 erstmals schriftlich erwähnt.
In der Statistischen Beschreibung der Oberpfalz von Joseph von Destouches aus dem Jahr 1809 wurde Voggendorf mit drei Häusern als zu Fuchsberg und Teunz gehörig erwähnt.
Zum Stichtag 23. März 1913 (Osterfest) wurde Voggendorf als Teil der Pfarrei Niedermurach mit 11 Häusern und 88 Einwohnern aufgeführt.
1969 waren die Kinder aus Voggendorf nach Teunz eingeschult
und Voggendorf war Ortsteil der Gemeinde Rottendorf.
Am 31. Dezember 1990 hatte Voggendorf 53 Einwohner und gehörte zur Pfarrei Niedermurach.

## Kultur und Sehenswürdigkeiten
Vom in nordöstlicher Richtung zwei Kilometer entfernten Teunz kommt der Fränkische Jakobsweg, der mit einer weißen Muschel auf hellblauem Grund markiert ist. Nächste Station ist das zwei Kilometer südwestlich von Voggendorf liegende Rottendorf.